# 福本清之輔

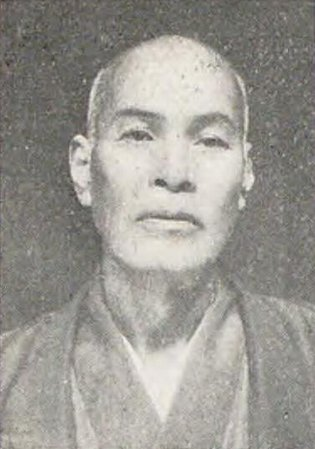
福本清之輔

福本 清之輔（ふくもと せいのすけ、万延元年6月15日（1860年8月1日） - 大正11年（1922年）8月18日）は、日本の衆議院議員（憲政会）。新聞編集者。

## 経歴
相模国三浦郡衣笠村（現在の神奈川県横須賀市）出身。小矢部村など4ヶ村戸長、衣笠村長、衣笠村会議員、三浦郡会議員、同議長、神奈川県会議員を歴任した。
1920年（大正9年）、第14回衆議院議員総選挙に出馬し、当選を果たした。
その他、横須賀公正新聞社社長を務めた。